# Gyurkovicsarna
Gyurkovicsarna  är en svensk komedifilm i fem akter från 1920 i regi av John W. Brunius. 

## Om filmen
Filmen premiärvisades den 20 september 1920 på biograf Victoria i Göteborg, Skandiabiografen i Norrköping, biograf Skandia i Västerås och på Sture-Teatern i Stockholm. Som förlaga hade man Ferenc Herczegs roman Gyurkovicsarna (A Gyurkovics-fiúk) som kom ut 1895.

## Rollista i urval
- Gösta Ekman – Géza Gyurkovics
- Nils Asther – Bandi Gyurkovics, hans tvillingbror
- Violet Molitor – Jutka Brenóczy
- Emile Stiebel – överste Brenóczy, hennes far
- Pauline Brunius – gemeralskan och friherrinnan Hetvics-Janky
- Gucken Cederborg – Anna Gyurkovics, född Csákó, Bandis och Gézas mor
- Julius Hälsig – Sándor Gyurkovics, godsägare, Bandis och Gézas far
- Josef Fischer – kapten Hetcis-Janky, friherrinnans styvson
- Henrik Ljungberg – fältmarskalk och friherre Hetvics-Janky, hans far, friherrinnans make
- Torsten Bergström – tvillingarna Gyurkovics yngre bror
- Tage Almqvist – löjtnant Aron
- Martin Oscàr – ryttmästaren
- Jessie Wessel – Kati, friherrinnans kammarjungfru